# Lomographa pulverata
Lomographa pulverata là một loài bướm đêm trong họ Geometridae.